# Stazione di Popolano di Marradi
Stazione di Popolano di Marradi vasútállomás Olaszországban, Marradi településen.

## Vasútvonalak
Az állomást az alábbi vasútvonalak érintik:
- Firenze–Faenza-vasútvonal

## Kapcsolódó állomások
A vasútállomáshoz az alábbi állomások vannak a legközelebb:
- Stazione di San Martino in Gattara
- Stazione di Marradi-Palazzuolo sul Senio